# Gianfranco Zanirato
Gianfranco Zanirato (* 20. Juli 1943) ist ein ehemaliger deutscher Fußballspieler und späterer -trainer. In der höchsten Spielklasse des DDR-Fußballs, der Oberliga, spielte er Anfang der 1960er- für den SC Rotation Leipzig und Ende der 1970er-Jahre für die BSG Chemie Böhlen.

## Sportliche Laufbahn
Mit dem organisierten Fußball begann Gianfranco Zanirato bei der Betriebssportgemeinschaft (BSG) Aktivist Zwenkau. 1961 wurde er mit dem SC Rotation Leipzig DDR-Juniorenmeister. Zwei Jahre später spielte er bereits in der DDR-Oberliga. In der Rückrunde der Saison 1962/63 kam er für den SC Rotation in zwei Spielen als Linksaußenstürmer zum Einsatz. Hauptsächlich spielte er in dieser Zeit aber in der Oberligareserve. Zur Spielzeit 1963/64 wurde der Leipziger Oberligafußball neu geordnet. Die Oberligamannschaften von Rotation und des SC Lokomotive Leipzig wurden aufgelöst und den neu gebildeten Mannschaften des SC Leipzig und der BSG Chemie Leipzig zugewiesen. Zum SC Leipzig kamen die vermeintlich besten Spieler, unter ihnen war auch Gianfranco Zanirato. Noch bevor er wieder in der Oberliga eingesetzt worden war, musste er seinen Wehrdienst in der Nationalen Volksarmee antreten. Dort erhielt er die Möglichkeit, bei der Ost-Berliner Armeesportgemeinschaft (ASG) Vorwärts Berlin in der drittklassigen Stadtliga weiter Fußball zu spielen.
Nach seiner Entlassung aus dem Armeedienst schloss sich Zanirato 1965 der BSG Aktivist Böhlen an, die zu Beginn der Saison 1966/67 in die zweitklassige DDR-Liga aufstieg. Er bestritt alle 30 Punktspiele und wurde mit seinen acht Treffern Torschützenkönig der Mannschaft. Diese schaffte den Klassenerhalt nicht, sodass Zanirato eine Saison in der Drittklassigkeit verbringen musste. Nach dem sofortigen Wiederaufstieg spielte er mit den Böhlenern, die sich ab 1968 BSG Chemie nannten, neun weitere Spielzeiten in der DDR-Liga. Dabei gehörte er stets der Stammelf an. 1974 wurde die BSG Chemie zum ersten Mal in der DDR-Liga Staffelsieger und nahm an der Aufstiegsrunde zur Oberliga teil, schaffte aber den Aufstieg nicht. Von den acht Qualifikationsspielen bestritt Zanirato sieben Begegnungen und erzielte ein Tor. 1977 wurde Böhlen erneut Staffelsieger und konnte diesmal die Aufstiegsrunde erfolgreich gestalten. Der 1,72 Meter große Zanirato wurde wieder in sieben Aufstiegsspielen, allerdings ohne Torerfolg, aufgeboten. Nach fünfzehn Jahren spielte der gelernte Elektriker 1977/78 wieder in der Oberliga. Als Mannschaftskapitän und Abwehrspieler bestritt er alle 26 Punktspiele. Am 23. Spieltag schoss er bei der 1:7-Auswärtsniederlage bei Dynamo Dresden mit dem Böhlener Ehrentreffer sein erstes Oberligator. Das zweite Tor erzielte er in der Saison 1978/79, in der er 20 Oberligaspiele absolvierte, am Ende aber wieder in die DDR-Liga abstieg. Danach beendete Gianfranco Zanirato 36-jährig seine Laufbahn als Fußballspieler im landesweiten Spielbetrieb, in dem er auf 48 Oberligaspiele (2 Tore) und 235 Ligaeinsätze (35 Tore) gekommen war.

## Trainerlaufbahn
Im Anschluss an seine Zeit als Aktiver arbeitete Zaniraro als Trainer. Dazu zählt unter anderem sein Wirken zwischen 1982 und 1984 bei der BSG Chemie Böhlen. Dort betreute er in Nachfolge von Heinz Joerk, dessen Assistent er beim Oberligaabstieg 1982/83 war, 1983/84 gemeinsam mit Hans Welwarski die Zweitligaelf der Sachsen, bevor Welwarski zum Hauptverantwortlichen wurde. Zuletzt war er bis 2011 Trainer unterklassiger Mannschaften, darunter dem VfB Zwenkau und dem SV Regis-Breitingen, im Raum Leipzig tätig.